# Easton (Lincolnshire)
Pour les articles homonymes, voir Easton.
Easton est une paroisse civile et un village du Lincolnshire, en Angleterre.